# Lymantria caliginosa
Lymantria caliginosa este o specie de molii din genul Lymantria, familia Lymantriidae, descrisă de Collenette 1933 Conform Catalogue of Life specia Lymantria caliginosa nu are subspecii cunoscute.